# Surya Bai
Surya Bai es un personaje femenino mitológico y legendario de la cultura hindú.

## Surya Bai como personaje mitológico
Surya Bai es el aspecto femenino de Surya, el sol, como tal es una diosa solar, hija del dios sol también llamado Savitri. Surya Bai es esposa o amante de Soma o Chandra, el dios lunar. En algunos relatos es la esposa de los Ashvin, dioses gemelos de la luz, con ellos atraviesa el cielo en un carro y juntos representan la luz de la mañana, del mediodía y del atardecer. Como Surya-Savitri representa el alba.

## Surya Bai como personaje legendario popular
Surya Bai también es la protagonista de una leyenda hindú en la que es la hijita de una lechera, pero un día la secuestra un águila, que con su pareja la cría en lo alto de un árbol. Cierto día las águilas se ausentan en busca de un anillo para obsequiar a la niña y la dejan en el árbol protegida tras siete puertas de hierro. Una Raksha (demonio caníbal) aprovecha para tratar de cazar a la niña pero, cuando intenta sin éxito violar las puertas, una de sus uñas venenosas queda adherida a la puerta. Más tarde, cuando Surya Bai abre las puertas, se clava la uña en la mano y muere. Las águilas vuelven, pero entristecidas por la muerte de su hija adoptiva se marchan para siempre. Finalmente, un rajá que está de cacería en el bosque divisa el nido de las águilas. Cuando sube y llega hasta Surya Bai esta revive. La doncella se casa con el rajá, pero éste tiene una madrastra que la odia. Cuando el rajá se ausenta la madrastra la arroja a un estanque y la muchacha en vez de ahogarse se convierte en una flor de loto. El rajá, sin entender la desaparición de su esposa, se embelesa con la flor, entonces la madrastra manda cortarla y quemarla. De las cenizas surge un árbol de mango que da un fruto. Un día la lechera se sienta a descansar bajo el árbol y el fruto cae en una de sus vasijas. En casa de la lechera, del fruto sale una mujer pequeña, que la familia acoge. Un día el rajá ve a la mujercita y reconoce en ella a Surya Bai. Esta finalmente cuenta su historia y se revela así que la madrastra del rajá es una criminal y que ella es la hija que la lechera había perdido. El rajá decide la muerte pública de su madrastra: planea ejecutarla con aceite hirviente pero finalmente lo hace echándola a un pozo lleno de serpientes.